# 선전 지하철 4호선
선전 지하철 4호선(중국어 간체자: 四号线, 정체자: 四號線, 한어 병음: Sìhào Xiàn, 월병: Sei3 Hou6 Sin3) 또는 룽화선(龙华线, 龍華線, Lónghuá xiàn, Lung4 Waa4 Sin3)은 선전 지하철의 노선 중 하나로, 푸톈커우안 역에서 칭후 역에 이르는 노선이다. 이 노선은 선전시의 푸톈 구와 바오안 구의 동쪽 구간(특히 룽화 가도)에 서비스를 제공한다.
이 노선은 원래 4량짜리 열차를 사용했기 때문에 매우 혼잡하며, 매일 25만명이 넘는 사람들이 이용하였으며, 2014년 5월 5일에는 516,100명에 도달하기도 했다. 역에는 예상 승객 도착 시각을 표시하는 전자 여객 정보 시스템이 있다.
2011년 노선의 2차 구간이 개통했을 때, 열차대수가 8대에 불과하여 승객 수요를 완전히 충족시킬 수 없었다. 2012년까지 24대의 열차가 운행되었고, 2014년 1월 26일 첫 6량 열차가 운행을 시작했으며, 2015년 1월 30일 현재 6량 열차가 (계획보다 2개월 빨리)모두 운행되고 있다.
노선색은 빨간색인데, 2010년 7월 1일까지는 파란색으로 표시되었었다.

## 홍콩철로 유한공사 운영
4호선의 운영 및 관리는 BOT 기반으로 2010년 7월 1일 (30년, 2040년까지) 홍콩철로 유한공사(항철공사, MTR Corporation)의 자회사 인 홍콩철로 유한공사(선전)에 인도되었다. MTR의 인수에 따라 기존 역의 요소가 MTR의 홍콩 역에서와 비슷한 조명, 역 노선도 및 표지판, 포스터 및 역내 디자인의 변경과 같은 MTR 홍콩 스타일과 일치하도록 수정되었다. 영어 역명도 수정되어 (예를 들어 푸톈커우안 역의 영어 표기가 'Futiankouan'에서 'Futian Checkpoint'로 변경됨) 서구인의 인식이 용이 해졌고 직원 유니폼 및 헬프 데스크도 홍콩의 MTR 스타일에 맞게 변경되었다.
영어 글꼴 유형 및 티켓은 변경되지 않았다.

### MTR 페어 세이버
MTR 페어 세이버(MTR Fare Saver, 港鐵特惠站) 키오스크는 푸톈커우안 역에서 사용할 수 있다. 홍콩 옥토퍼스 카드를 소지한 승객은 홍콩의 동철선에 있는 록마짜우 역으로 계속해서 이동시 키오스크를 이용하면 3달러 할인을 받을 수 있다.

## 연혁
| 구간              | 개통일자         | 길이                |
| ----------------- | ---------------- | ------------------- |
| 푸민 — 소년궁     | 2004년 12월 28일 | 3.379 km (2.10 mi)  |
| 푸톈커우안 — 푸민 | 2007년 6월 28일  | 1.100 km (0.68 mi)  |
| 소년궁 — 칭후     | 2011년 6월 16일  | 15.481 km (9.62 mi) |
| 칭후 — 뉴후       | 2020년 10월 28일 | 10.770 km (6.69 mi) |

## 역 목록
|                       |          |                                |                           |      |       |         |  |  |  |  |
| 푸톈커우안 (북전포트) | 福田口岸 | Futian Checkpoint              | ■ 10호선                  | 0.00 | 0.00  | 푸톈 구 |  |  |  |  |
| 푸민 (북민)           | 福民     | Fumin                          | ■ 7호선 ■ 10호선          | 1.10 | 1.10  | 푸톈 구 |  |  |  |  |
| 컨벤션 및 전시 센터   | 会展中心 | Convention & Exhibition Center | ■ 1호선                   | 1.35 | 2.45  | 푸톈 구 |  |  |  |  |
| 시민센터              | 市民中心 | Civic Center                   | ■ 2호선                   | 0.80 | 3.25  | 푸톈 구 |  |  |  |  |
| 소년궁                | 少年宫   | Children's Palace              | ■ 3호선                   | 0.70 | 3.95  | 푸톈 구 |  |  |  |  |
| 롄화 북 (연화북)      | 莲花北   | Lianhua North                  |                           | 1.30 | 5.25  | 푸톈 구 |  |  |  |  |
| 상메이린 (상매린)     | 上梅林   | Shangmeilin                    | ■ 9호선                   | 1.20 | 6.45  | 푸톈 구 |  |  |  |  |
| 민러 (민락)           | 民乐     | Minle                          |                           | 2.95 | 9.40  | 룽화 구 |  |  |  |  |
| 바이시룽 (백석용)     | 白石龙   | Baishilong                     |                           | 1.05 | 10.45 | 룽화 구 |  |  |  |  |
| 선전 북역             | 深圳北站 | Shenzhen North Station         | ■ 5호선 ■ 6호선 선전 북역 | 1.60 | 12.05 | 룽화 구 |  |  |  |  |
| 훙산 (홍산)           | 红山     | Hongshan                       | ■ 6호선                   | 1.45 | 13.50 | 룽화 구 |  |  |  |  |
| 상탕                  | 上塘     | Shangtang                      |                           | 2.00 | 15.50 | 룽화 구 |  |  |  |  |
| 룽성 (용승)           | 龙胜     | Longsheng                      |                           | 1.05 | 16.55 | 룽화 구 |  |  |  |  |
| 룽화 (용화)           | 龙华     | Longhua                        |                           | 1.30 | 17.85 | 룽화 구 |  |  |  |  |
| 칭후 (청호)           | 清湖     | Qinghu                         |                           | 2.10 | 19.95 | 룽화 구 |  |  |  |  |
| 칭후 북 (청호복)      | 清湖北   | Qinghu north                   |                           |      |       | 룽화 구 |  |  |  |  |
| 주춘 (죽춘)           | 竹村     | Zhucun                         |                           |      |       | 룽화 구 |  |  |  |  |
| 첸컹 (전항)           | 茜坑     | Qiankeng                       |                           |      |       | 룽화 구 |  |  |  |  |
| 장웨이 (강위)         | 江围     | Jiangwei                       |                           |      |       | 룽화 구 |  |  |  |  |
| 관란라오수 (관란로회) | 观澜老墟 | Guanlan                        |                           |      |       | 룽화 구 |  |  |  |  |
| 쑹위안샤 (송원하)     | 松元厦   | Songyuanxia                    |                           |      |       | 룽화 구 |  |  |  |  |
| 관란후 (관란호)       | 观澜湖   | Mission hills                  |                           |      |       | 룽화 구 |  |  |  |  |
| 뉴후 (누호)           | 牛湖     | Niuhu                          |                           |      |       | 룽화 구 |  |  |  |  |
|                       |          |                                |                           |      |       |         |  |  |  |  |

## 철도 차량
| 유형             | 도입년도    | 차량대수 | 구조                 | 참고                    |
| ---------------- | ----------- | -------- | -------------------- | ----------------------- |
| A형차량(A型车辆) | 2010 - 2012 | 28       | Tc＋Mp＋T＋M＋Mp＋Tc | 난징 푸젠 차량공사 제조 |

## 같이 보기
- 선전 지하철
- 항철공사